# Šestnáct států
Šestnáct států je tradiční označení pro krátce trvající státy existující v severní Číně v letech 304–439. Na přelomu 3. a 4. století došlo v občanské válce, tzv. nepokojích osmi knížat, k oslabení moci čínské říše Ťin a vůdcové vzbouřeného nečínského obyvatelstva, tzv. pěti barbarských kmenů, zabrali sever Číny. Jejich státy měli vesměs jen krátké trvání, průběžně vznikaly a zanikaly v urputných bojích mezi sebou i s Číňany. Šestnáct států proto bylo jedním z nejchaotičtějších období čínské historie. Neustávající válčení a nestabilita skončily ve 30. letech 5. století, kdy severní Čínu sjednotila říše Severní Wej.
Pojem „Šestnáct států“ poprvé použil v 6. století historik Cchuej Chung v Letopisech Šestnácti států, přičemž z větších množství tehdy existujících útvarů vybral šestnáct nejvýznamnějších, a sice Severní Chan/Rané Čao, Pozdní Čao, Čcheng-Chan, Raná Jen, Pozdní Jen, Jižní Jen, Severní Jen, Raná Liang, Pozdní Liang, Jižní Liang, Severní Liang, Západní Liang, Raná Čchin, Pozdní Čchin, Západní Čchin a Sia. Přitom vynechal státy Žan Wej, Západní Šu, Západní Jen, Tuan, Jü-wen, Čchou-čch’, Raná Wej, Taj a též říši Severní Wej. Klasická čínská historiografie nazývala toto období dobou „Šestnácti států a pěti barbarských kmenů“, protože většinu ze států založili náčelníci pocházející z nečínských kmenů, a sice Siungnuů, Sienpejů, Tiů, Ťieů a Čchiangů.
Vzhledem k tvrdé konkurenci mezi státy a jejich vnitřní politickou nestabilitou, říše této éry neměly většinou dlouhého trvání. V letech 376–383 říše Raná Čchin severní Čínu nakrátko sjednotila, ale její zhroucení po bitvě u řeky Fej s jihočínskou říší Východní Ťin vedlo k ještě většímu politickému rozdrobení. Nová etapa sjednocování začala až ve 20. a 30. letech 5. století, během níž sienpejská říše Severní Wej dobyla celou severní Čínu, čímž období Šestnácti států přešlo v období jižních a severních dynastií.